# Srédniaya Ájtuba
Srédniaya Ájtuba (ruso: Сре́дняя А́хтуба) es un asentamiento de tipo urbano de Rusia, capital del raión homónimo en la óblast de Volgogrado.
En 2021, el asentamiento tenía una población de 14 293 habitantes. En su territorio no hay pedanías.
Se ubica en la periferia oriental de Volzhski, en la salida de la ciudad de la carretera 18R-1 que lleva a Známensk. Junto al asentamiento fluye el río Ájtuba.

## Historia
Se conoce la existencia del asentamiento en documentos desde el siglo XVIII. La tradición local señala que fue fundado en 1668 por Steñka Razin, a quien hay dedicada una estatua en el centro de la localidad. Sin embargo, el Imperio ruso negó siempre ese origen y la versión oficial lo señala como fundado en 1758 por un coronel de Tsaritsyn. Lo único claro es se desarrolló a partir de la llegada de colonos de diversas zonas del Imperio en 1720, cuando Pedro el Grande fundó aquí una fábrica de seda, que fue la base de la economía local a lo largo de todo el siglo. En 1773 se trasladó aquí a numerosos campesinos estatales para fortalecer la industria de la seda. En el siglo XIX formó parte del uyezd de Tsarev de la gobernación de Astracán. En 1928, cuando se definieron los raiones del krai del Bajo Volga, Srédniaya Ájtuba adoptó el estatus de capital distrital y el de asentamiento de tipo urbano. En 1942 fue un lugar de continuos combates durante la batalla de Stalingrado, y albergó un hospital de campaña soviético, recordado durante décadas como el lugar donde murió Rubén Ruiz Ibárruri.